# ジャン＝ピエール・マリエール
ジャン＝ピエール・マリエール（Jean-Pierre Marielle,1932年4月12日 - 2019年4月24日）はフランスの俳優。

## 略歴、人物
実業家の父親と洋裁家の母の間に生まれる。フランスではセザール賞など、数々の賞を受賞している名優中の名優である。
映画『ダ・ヴィンチ・コード』でジャック・ソニエールを演じた事で世界的に名が知られるようになった。
2019年4月24日、サン＝クルーの病院で死去。

## 主な出演作品
- バナナの皮 Peau de Banane (1963)
- 黄金の男 Echappement Libre (1964)
- ダンケルク Week-End A Zuydcoote (1964)
- タヒチの男 Tendre Voyou (1966)
- 君に愛の月影を Les Caprices de Marie (1969)
- 女性たち Les Femmes (1969) ビデオ邦題 (1969)
- 4匹の蝿 Quattro Mosche di Velluto Grigio (1971)
- 刑事キャレラ／１０＋１の追撃 Sans Mobile Apparent (1972)
- 祭よ始まれ Que La Fete Commence (1974)
- 優しく愛して L'amour en douce (1985)
- シーデビル She-Devil (1985)
- ホールド・アップ Hold-Up (1985)
- 僕と一緒に幾日か Quelques Jours Avec Moi (1988)
- めぐり逢う朝 Tous les matins du monde (1991)
- 危険な友情／マックス＆ジェレミー Max et Jeremie (1992)
- イヴォンヌの香り Le Parfum d'Yvonne (1994)
- オディールの夏 Love(1994)
- パトリス・ルコントの大喝采 Les Grands ducs (1996)
- リリィ La Petite Lili (2003)
- エイリアンＶＳヴァネッサ・パラディ Atomik Circus (2004)
- サバンナ スピリット　～ライオンたちの物語～ (2004)<TVM> 声の出演
- ダ・ヴィンチ・コード The Da Vinci Code (2006)
- ミックマック Micmacs à tire-larigot (2009)